# Planowanie terytorialne
Planowanie terytorialne – planowanie mające charakter komplementarny w stosunku do planowania krajowego.
W planowaniu tym biorą udział samorządy lokalne i terytorialne, zakres ich działania zależy od ustroju politycznego państwa i jego struktury terytorialno-administracyjnej. Planowanie terytorialne rozstrzyga zwykle problemy z zakresu gospodarki przestrzennej.
Planowanie terytorialne może dotyczyć:
- problemów natury lokalnej - tam, gdzie administracja jest scentalizowana, a samorząd terytorialny działa tylko w miastach i gminach.
- problemów natury makroekonomicznej - w krajach o ustroju federalnym (dotyczy tu zatem krajów wchodzących w skład federacji)

Literatura: Polityka gospodarcza, pod red. Bolesława Winiarskiego, Wydawnictwo Naukowe PWN, Warszawa 1999